# Algoma (Misisipi)
Algoma es un pueblo ubicado en el condado de Pontotoc en el estado de Misisipi (Estados Unidos). En el año 2000 tenía una población de 508 habitantes en una superficie de 17.1 km², con una densidad poblacional de 29.8 personas por km².

## Geografía
Algoma se encuentra ubicado en las coordenadas 34°10′32″N 89°01′56″O / 34.17556, -89.03222. Según la Oficina del Censo, el pueblo tiene un área total de 17,1 km² (6,6 mi²), de la cual 17 km² (6,6 mi²) es tierra y 0,1 km² (0 mi²) es agua.

## Demografía
Para el censo de 2000, había 508 personas, 203 hogares y 156 familias en la ciudad. La densidad de población era 29.8 hab/km².
En el 2000 la renta per cápita promedia del hogar era de $ 32.333 y el ingreso promedio para una familia era de $38.250. El ingreso per cápita para la localidad era de $13.213. En 2000 los hombres tenían un ingreso per cápita de $24.625 contra $18.750 para las mujeres. Alrededor del 15% de la población estaba bajo el umbral de pobreza nacional. 